# Meguri
Meguri – w aikido jest to ruch okrężny odbywający się wokół osi długiej przedramion. Charakterystyczny dla szkoły Kobayashi Ryu Aikido.